# Hydrelia arizana
Hydrelia arizana là một loài bướm đêm trong họ Geometridae.

## Hình ảnh

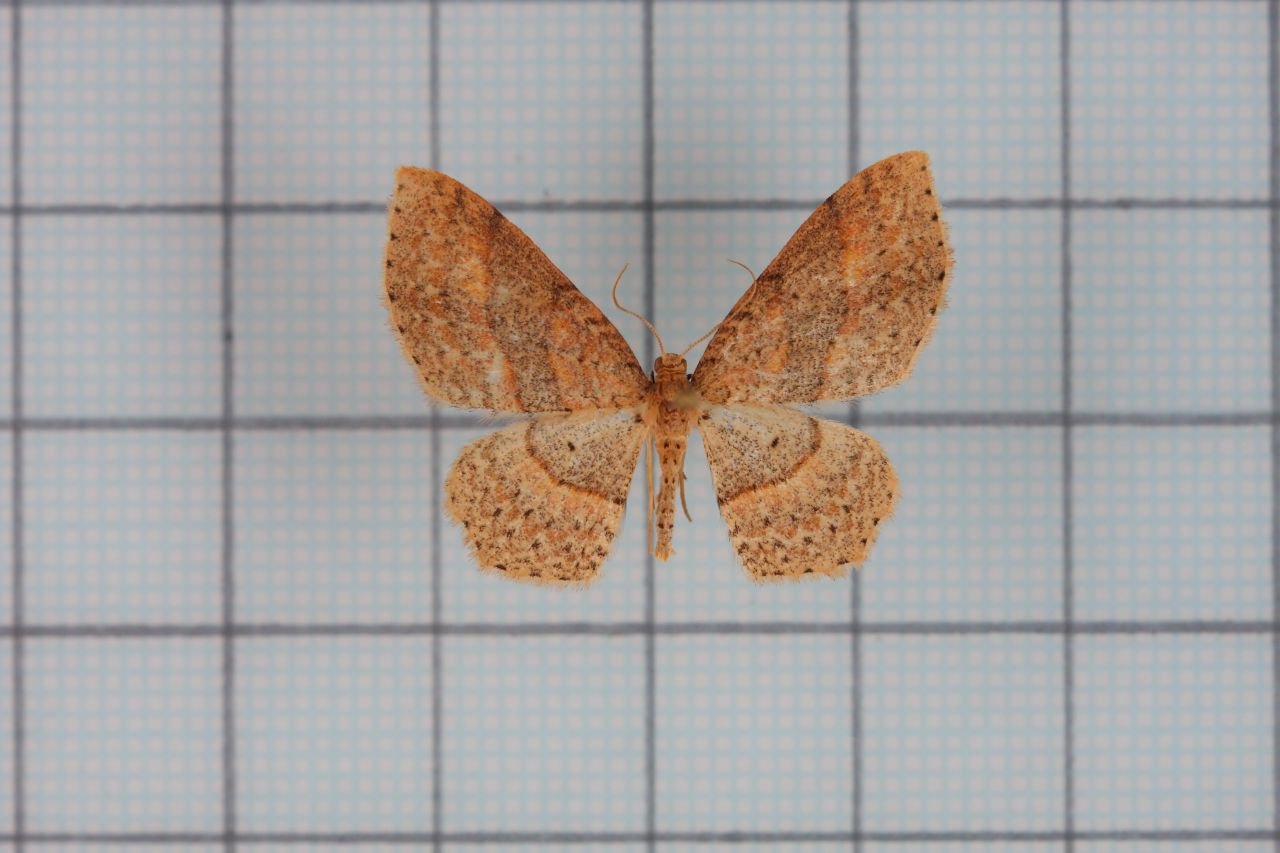